# Asparagus nelsii
Asparagus nelsii är en sparrisväxtart som beskrevs av Schinz. Asparagus nelsii ingår i släktet sparrisar, och familjen sparrisväxter. Inga underarter finns listade i Catalogue of Life.